# Vermiophis taihangensis
Vermiophis taihangensis är en tvåvingeart som beskrevs av Yang och Chen 1993. Vermiophis taihangensis ingår i släktet Vermiophis och familjen Vermileonidae. Inga underarter finns listade i Catalogue of Life.